# إدموند شتويبر
إدموند روديغر شتويبر (بالألمانية: Edmund Rüdiger Stoiber) (مواليد 28 سبتمبر 1941) سياسي ألماني، شغل منصب رئيس الوزراء السادس عشر لولاية بافاريا بين عامي 1993 و 2007 ورئيس حزب الاتحاد الاجتماعي المسيحي (CSU) بين عامي 1998 و 2007. ترشح لمنصب المستشار ألمانيا في الانتخابات الاتحادية ولكن خسرها ضد غيرهارد شرودر في أقل فرق في تاريخ ألمانيا. في 18 كانون الثاني 2007 أعلن قراره بالتنحي عن منصبي رئيس الوزراء ورئيس الحزب بحلول 30 سبتمبر، بعد تعرضه لانتقادات وضغوطات شديدة في حزبه لأسابيع.

## روابط خارجية
- إدموند شتويبر على موقع IMDb (الإنجليزية)
- إدموند شتويبر على موقع الموسوعة البريطانية (الإنجليزية)
- إدموند شتويبر على موقع مونزينجر (الألمانية)
- إدموند شتويبر على موقع ألو سيني (الفرنسية)
- إدموند شتويبر على موقع قاعدة بيانات الأفلام السويدية (السويدية)
- إدموند شتويبر على موقع ديسكوغز (الإنجليزية)
- الموقع الرسمي
- Stoiber مرات الظهور على سي-سبان
- اقتباسات شتويبر (نقد) (بالألمانية)

- شتويبر والشرق – دويتشه فيله
- جوائز Parlazzo Media – الترشيح لعام 2007 10 دقائق (بالألمانية)

| المناصب السياسية  | المناصب السياسية                   | المناصب السياسية    |
| ----------------- | ---------------------------------- | ------------------- |
| سبقه ماكس شترايبل | رئيس وزراء ولاية بافاريا 1993–2007 | تبعه غونتر بيكشتاين |